# Kommunion
Kommunion (griechisch κοινωνία koinonia, lateinisch communio „Gemeinschaft“) oder heilige Kommunion nennt man Spendung und Empfang der in einer Eucharistiefeier geheiligten Gaben von Brot und Wein, die den Leib und das Blut Christi repräsentieren, sowie die geistliche Wirkung des Genusses dieser heiligen Speisen. Über das Wesen der Eucharistie zum Gedächtnis Jesu Christi („Tut dies zu meinem Gedächtnis“ – siehe 1 Kor 11,24 ) herrscht im Christentum Konsens; bezüglich einiger Aspekte bestehen jedoch Unterschiede in theologischer Deutung und gottesdienstlicher Praxis.

## Römisch-katholisches Verständnis

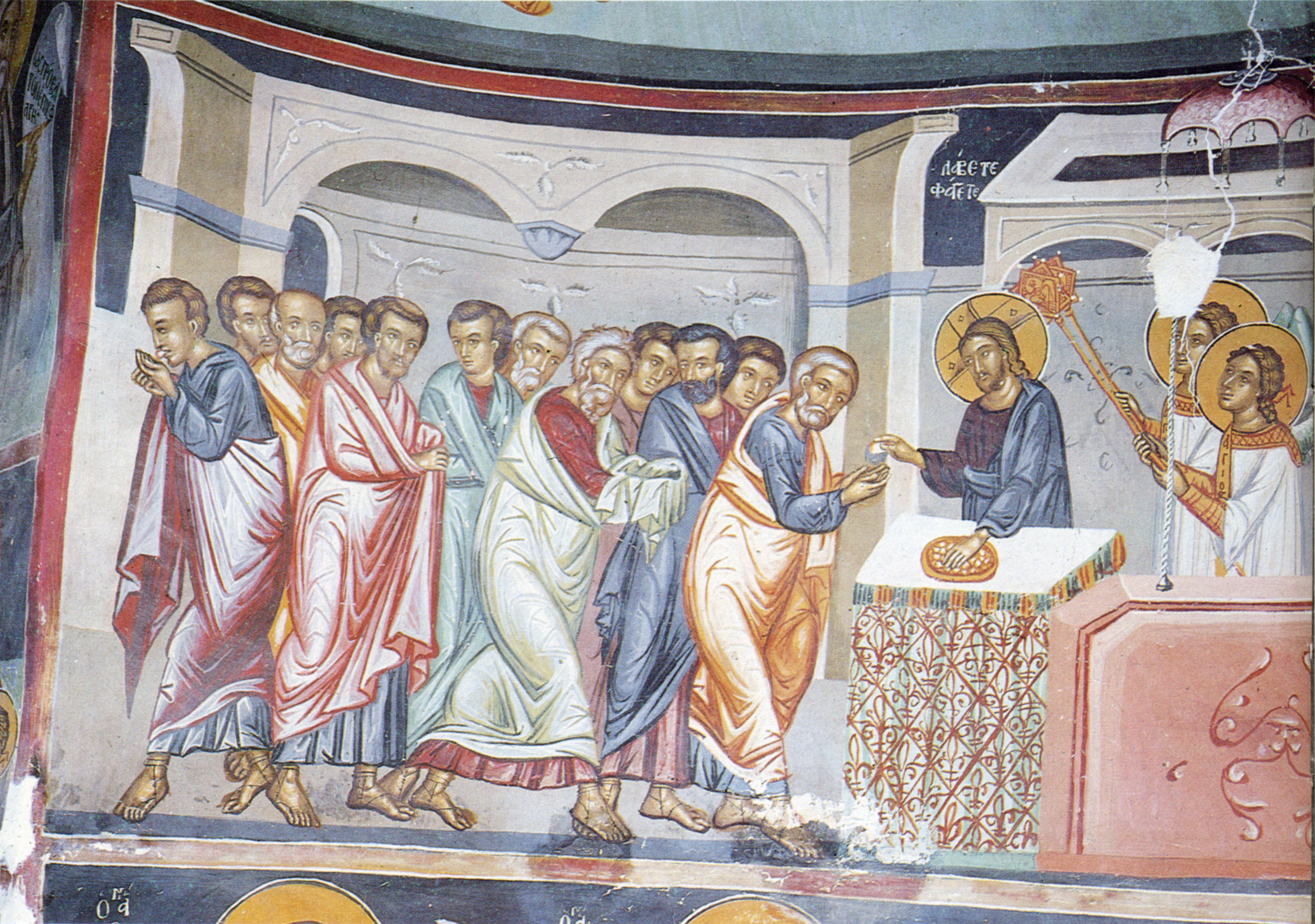
Christus spendet den Aposteln die Kommunion in die Hand, Metamorphosis-Kirche in Palaichori, Zypern, 16. Jh.

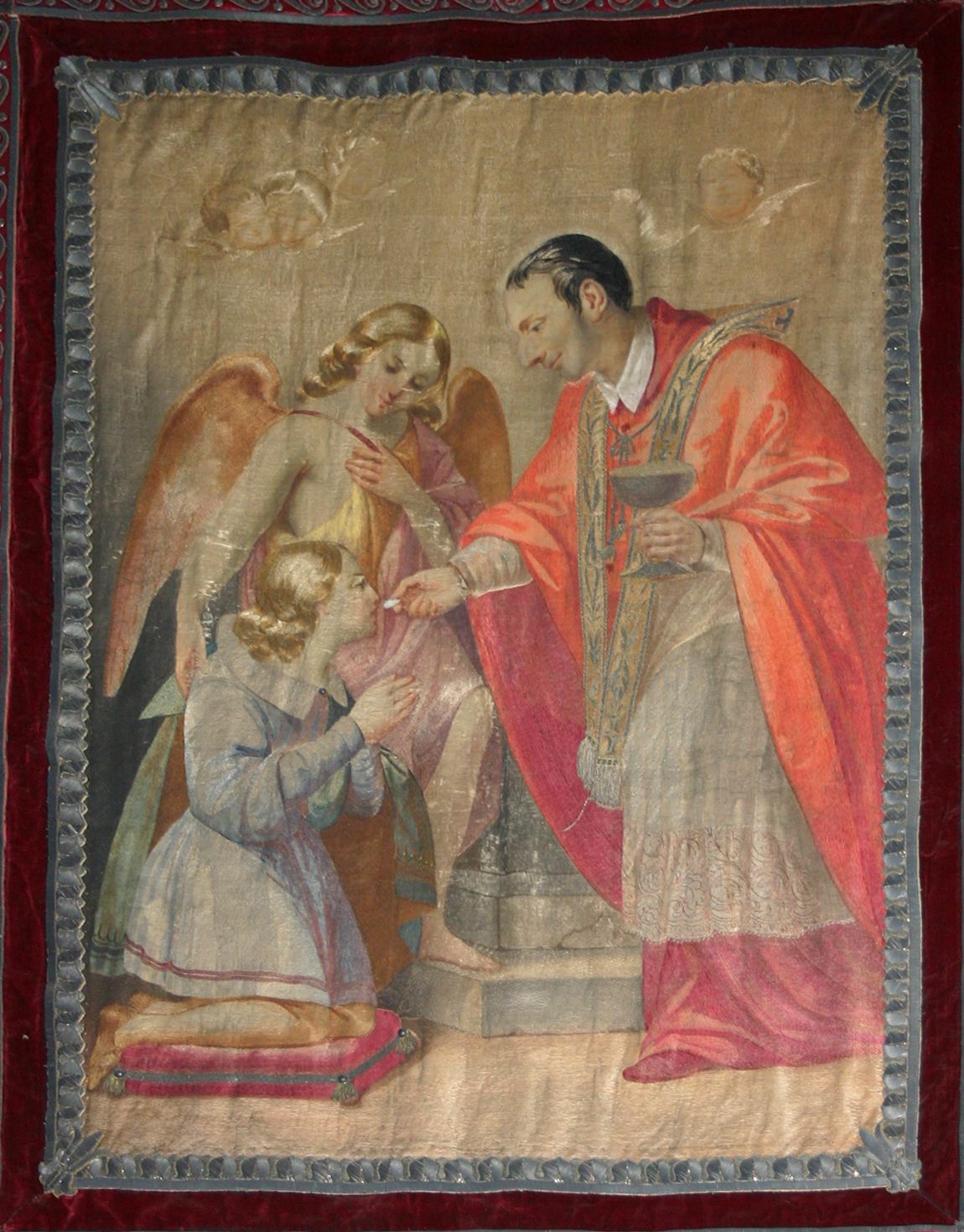
Der hl. Karl Borromäus spendet dem hl. Aloysius Gonzaga die Kommunion. Goldbestickter Gobelin aus rotem Samt aus dem 19. Jhd. in Mailand

Das römisch-katholische Verständnis der Kommunion setzt den Glauben an die Realpräsenz Christi in den geheiligten Gaben voraus: In der heiligen Messe verwandeln „die Kraft der Worte und des Handelns Christi und die Macht des Heiligen Geistes“ während des Hochgebets die Opfergaben von Brot und Wein zum Leib und Blut Christi. Dieser Vorgang wird Konsekration oder Wandlung genannt und in der Westkirche als Transsubstantiation erklärt, d. h. das Wesen der Materie von Brot und Wein bleibt äußerlich erhalten, aber von seiner Substanz her ist es etwas anderes geworden: der wahre Leib und das wahre Blut des Erlösers Christus. Das Verständnis der orthodoxen wie katholischen Ostkirchen entspricht hingegen eher dem, was man im Westen Konsubstantiation zu nennen pflegt.
Die heilige Kommunion bezeichnet und bewirkt die sakramentale Einheit (κοινωνία, communio) zwischen dem auferstandenen und zur Rechten des Vaters erhöhten Herrn und der Kirche, der örtlichen Gemeinde und den einzelnen kommunizierenden, sprich die Kommunion empfangenden Gläubigen (Kommunikanten), indem sie Christus selbst als Speise zu sich nehmen, auch wenn die äußeren Merkmale von Brot und Wein für den Bereich des sinnlich Wahrnehmbaren erhalten bleiben. In der Messfeier sollen alle in der Kommunion von den Gaben empfangen, die in derselben Heiligen Messe konsekriert worden sind.
Die Kirchengebote verpflichten die Gläubigen, nach dem Empfang der Erstkommunion späterhin wenigstens in der österlichen Zeit sowie in Todesgefahr die heilige Kommunion zu empfangen (vgl. auch CIC can. 920). Im Codex Iuris Canonici can. 918 wird „mit Nachdruck“ empfohlen, dass die Gläubigen die Kommunion innerhalb der Feier der Eucharistie (Gemeindemesse) empfangen; wenn Gläubige aus einem gerechten Grund jedoch um den Empfang der Kommunion außerhalb der Feier der Eucharistie bitten, „ist sie ihnen außerhalb der Messe zu spenden; dabei sind die liturgischen Riten zu beachten“ (Kommunionfeier).
Traditionell durften die katholischen Gläubigen nur einmal am Tag zur heiligen Kommunion gehen. Heute ist es bei einer Reihe von besonderen Anlässen jedoch gestattet, innerhalb einer gemeinschaftlichen Messfeier oder bei der Mitfeier der Wegzehrung am selben Tag die Kommunion nochmals zu empfangen.
Can. 912 CIC formuliert den Grundsatz: „Jeder Getaufte, der rechtlich nicht daran gehindert ist, kann und muss zur heiligen Kommunion zugelassen werden.“
Voraussetzungen für den Empfang der heiligen Kommunion sind: die Taufe, das Leben in der Taufgnade, das Festhalten am Glauben der Kirche, die rechte Absicht und, sofern der Empfänger sich einer schweren Sünde bewusst ist, im Normalfall der vorherige Empfang des Bußsakraments. Im äußeren Bereich ist das Freisein von rechtlichen Hindernissen nötig sowie die Einhaltung der eucharistischen Nüchternheit, das heißt, innerhalb wenigstens einer Stunde vor dem Kommunionempfang darf der Gläubige keine festen oder flüssigen Nahrungs- oder Genussmittel zu sich nehmen, nur Wasser und Medikamente sind erlaubt. Kranke, Alte und deren Pflegepersonen sind jedoch vom Gebot der eucharistischen Nüchternheit ausgenommen.
In der römisch-katholischen Kirche nicht zur heiligen Kommunion zugelassen sind
- Ungetaufte,
- Nichtkatholiken – es sei denn, sie gehören entweder einer orthodoxen und orientalisch-orthodoxen Ostkirche an[7] oder aber sie besitzen die Erlaubnis eines katholischen Bischofs zum Empfang der Kommunion oder sie befinden sich in einer geistlichen Notlage (etwa in Lebensgefahr) – sowie
- alle Christen, die eine schwere Sünde begangen haben. Letztere müssen sich zunächst mit Gott und der Kirche versöhnen, indem sie das Bußsakrament empfangen oder, im Notfall, zumindest einen Akt der vollkommenen Reue erwecken.

Im Februar 2018 beschloss die Deutsche Bischofskonferenz, eine Handreichung für konfessionsverschiedene Ehepaare herauszugeben, der zufolge evangelische Ehepartner im Einzelfall und unter bestimmten Bedingungen die Kommunion empfangen könnten, wenn sie nach „reiflicher Prüfung in einem geistlichen Gespräch mit dem Priester oder einer anderen mit der Seelsorger beauftragten Person zu dem Gewissenurteil gelangt sind, den Glauben der katholischen Kirche zu bejahen sowie eine ‚schwere geistliche Notlage‘ beenden und die Sehnsucht nach der Eucharistie stillen“ wollen. Die Spendung der Kommunion an Konfessionsfremde war allerdings schon seit langem im Einzelfall möglich, wenn dem Spender bekannt war, dass der Empfänger der heiligen Kommunion das Eucharistieverständnis der katholischen Kirche teilt. Die Bischofskonferenz stellte mit ihrem Beschluss für ihren Einzugsbereich fest, dass in solchen Fällen ein „schwerwiegendes geistliches Bedürfnis“ vorliegen könne, bei dem das Kirchenrecht (CIC c. 844 § 4) eine Ausnahme vorsehe.
Ende März 2018 baten – mit Ausnahme der Bistümer Würzburg und München-Freising – die Bischöfe der bayerischen Bistümer sowie der Bischof von Görlitz unter Federführung des Kölner Erzbischofs Rainer Maria Kardinal Woelki den Heiligen Stuhl in einem Schreiben um Klärung.
Im Juni 2018 wandte sich der Vorsitzende der Glaubenskongregation Luis Kardinal Ladaria mit einem Schreiben an die deutschen Bischöfe und zitierte darin Papst Franziskus, der die vorbereitete Handreichung der deutschen Bischöfe als „nicht zur Veröffentlichung reif“ bezeichnet hatte; das Dokument werfe eine Reihe von ungelösten Problemen von erheblicher Tragweite auf. Die Frage der Zulassung evangelischer Christen zur Kommunion im Rahmen konfessionell verschiedener Ehen berühre unmittelbar den Glauben der Kirche und habe Bedeutung für sie als Ganzes. Daneben habe die Frage auch Bedeutung für die ökumenischen Beziehungen der Kirchen untereinander und ebenso nach dem Kirchenrecht, demzufolge katholische Spender die Sakramente nur katholischen Gläubigen spenden.
Geschiedene, die in einer „nichtkirchlichen“ Verbindung, beispielsweise einer lediglich standesamtlich geschlossenen Ehe, leben, sind von der Kommunion ausgeschlossen, es sei denn, sie verpflichten sich, sich „der Akte zu enthalten, welche Eheleuten vorbehalten sind“. In diesem Fall können sie zum Kommunionempfang hinzutreten, wobei, wie generell vorgeschrieben, „Ärgernis zu vermeiden“ ist (Kongregation für die Glaubenslehre). Darüber hinaus soll jeder Katholik, bevor er die Kommunion empfängt, sein Gewissen prüfen, seine Fehler bereuen und gute Vorsätze für die Zukunft fassen. Dabei ist mit Papst Franziskus daran zu erinnern, dass die Eucharistie „nicht eine Belohnung für die Vollkommenen, sondern ein großzügiges Heilmittel und eine Nahrung für die Schwachen“ ist (siehe auch Amoris laetitia).

## Altkatholisches und anglikanisches Verständnis
Die altkatholischen und anglikanischen Kirchen, die sowohl untereinander als auch miteinander in voller Gemeinschaft (full communion) stehen, bekennen die Realpräsenz Christi in den eucharistischen Gaben sowie den Opfercharakter der Eucharistie als realer Vergegenwärtigung des einen Opfers Christi (siehe Utrechter Erklärung), während die Lehre der Transsubstantiation von Brot und Wein abgelehnt wird. Stattdessen wird das Geheimnis der Wandlung betont, das sich philosophisch-scholastischen Kategorien entziehe.
Demzufolge wird auch die Auffassung abgelehnt, dass das Brot lediglich den Leib und der Wein lediglich das Blut Christi repräsentiere, sondern in jedem der beiden Elemente ist Christus „ganz und ungeteilt“ gegenwärtig (Konkomitanz). Daher können Kinder und Alkoholkranke das Sakrament vollgültig ausschließlich im Brot empfangen, in Situationen wie etwa einer schweren Krankheit ist es andererseits auch möglich, dass lediglich die Lippen des Kommunikanten mit Wein benetzt werden.
Voraussetzung für den Empfang der Eucharistie ist die Taufe und der Glaube „an die leibliche Gegenwart des auferstandenen und erhöhten Herrn in den eucharistischen Gestalten“. Einige betrachten die eucharistische Nüchternheit (d. h. kein Frühstück bei morgendlicher Kommunion und drei Stunden Abstinenz vor abendlicher Kommunion) als sinnvoll, sie ist aber nicht vorgeschrieben.
In beiden Kirchengemeinschaften wird bei der Austeilung des Heiligen Leibes zumeist die Handkommunion in der bei Cyrill beschriebenen Weise (siehe unten) praktiziert, auch wenn Mundkommunion grundsätzlich möglich ist. Die Austeilung des Blutes Christi erfolgt als Kelchkommunion oder durch Intinctio. Der Empfang der Kommunion im Stehen ist am weitesten verbreitet.
In einigen altkatholischen Kirchen (z. B. Alt-Katholische Kirche der Niederlande, Polnisch-Katholische Kirche) und in der anglikanischen „High Church“ wird die Kommunion in der Regel kniend empfangen. Im Gegensatz zu einigen westeuropäischen altkatholischen Gemeinden ist es in der Polish National Catholic Church zudem üblich, bei der Kommunion durch Intinctio beide Gestalten in der Form der Mundkommunion zu empfangen.
Angehörige anderer Kirchen sind zur Teilnahme an der Eucharistie eingeladen, sofern sie getauft sind und den Glauben an die Realpräsenz teilen. In einigen altkatholischen Kirchen (z. B. in der Alt-Katholischen Kirche der Niederlande) und in den meisten anglikanischen Kirchen gilt ferner die Voraussetzung, in der eigenen Ortskirche zur Kommunion zugelassen zu sein, um in einer anderen Ortskirche am Mahl des Herrn teilnehmen zu können.
Der Begriff „Kommunion“ ist auch als institutionelle Bezeichnung in Gebrauch: diejenigen anglikanischen Kirchen, deren Bischöfe in Einheit mit dem Erzbischof von Canterbury stehen, gehören zur Anglican Communion (siehe Kirchengemeinschaft).

## Evangelisches Verständnis
Im evangelischen Verständnis gibt es zwei besonders betonte Entwicklungen während der Kommunion, die hier durchgehend als Abendmahl bezeichnet wird:
- Das eine ist die Hinwendung des Gläubigen von der Sünde (der Trennung von Gott) hin zur Gemeinschaft mit ihm.
- Das andere ist die Bildung der Gemeinde durch die Kommunion. Vorher waren es viele Teile des Leibes Christi, durch die gemeinschaftliche Kommunion wird sie ein Leib, eine Gemeinschaft.

In den unierten Konfessionen wird hiermit die evangelische Gemeinsamkeit zwischen lutherischen und reformierten Konfessionen bezeichnet, die in der Abendmahlsgemeinschaft besteht.

## Lutherisches Verständnis

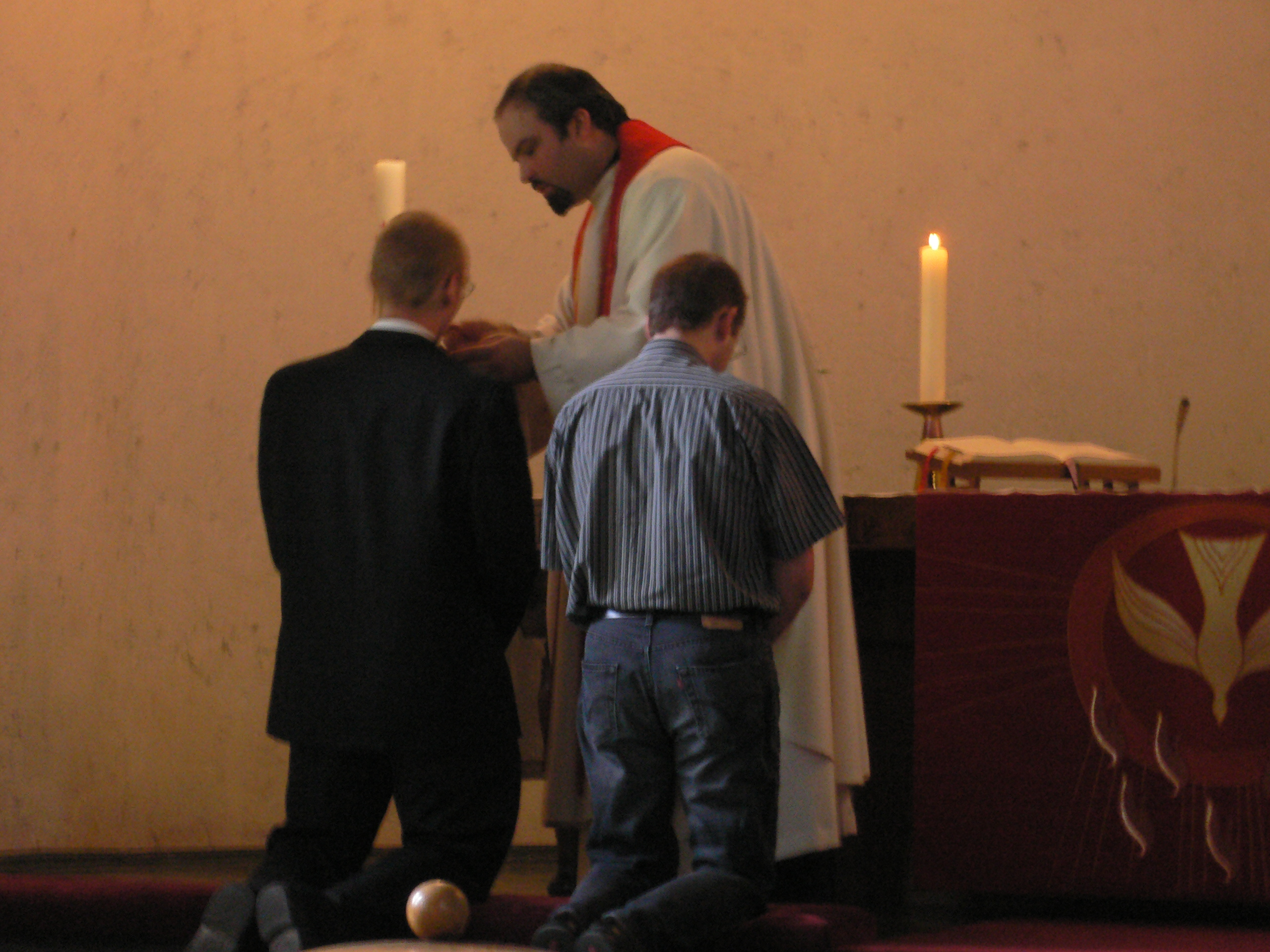
Abendmahlsempfang in der lutherischen Kirche (SELK)

Für Martin Luther war seine erste Austeilung des heiligen Abendmahls eine überwältigende Erfahrung.
Der Pfarrer reicht den Kommunikanten Christi wahren Leib unter dem Brot und Christi wahres Blut unter dem Wein. In der Konsekration werden Brot und Leib Christi, Wein und Blut zu einer sakramentalen Einheit. Grundsätzlich reicht der ordinierte Geistliche die Hostie, weil dies als Zulassung zum heiligen Abendmahl angesehen wird. Der Kelch kann auch von einem Kommunionhelfer ausgeteilt werden. Die Kommunion in der lutherischen Konfession erfolgt stets unter „beiderlei Gestalt“, also die Kommunion von Christi Leib und Blut. Der Gläubige, verstanden als derjenige, der glaubt, wirklich Christi Leib und Blut zu empfangen, empfängt Vergebung der Sünden, Leben und Seligkeit (Martin Luther im Kleinen Katechismus). Der Ungläubige, hier verstanden als derjenige, der nicht glaubt Christi Leib und Blut zu empfangen, nimmt sich das heilige Abendmahl zum Gericht (1 Kor 11,27–29 ).
Die Gültigkeit des Altarsakramentes hängt weder vom Glauben des Pfarrers noch vom Glauben der Kommunikanten ab. Allein die über den Gaben Brot und Wein durch den ordinierten Pfarrer gesprochenen oder gesungenen Worte Christi bewirken die sakramentale Einheit von Brot und Leib Christi sowie von Wein und Blut Christi.
Voraussetzung für die Zulassung ist die Taufe, die Konfirmation und, bei Kommunionswilligen aus anderen Konfessionen, die volle Kirchen- und Abendmahlsgemeinschaft. Zum Empfang der heiligen Gaben knien die Kommunikanten am Altar nieder. Dies ist in der Selbständigen Evangelisch-Lutherischen Kirche flächendeckend üblich, in lutherischen Gemeinden der Landeskirchen vereinzelt noch anzutreffen. In der Selbständigen Evangelisch-Lutherischen Kirche ist in der Regel die Mundkommunion üblich. In der Kommunion der Gaben erfolgt nach lutherischer Auffassung Vergebung der Sünden, entsteht Gemeinschaft durch Christi Leib und Blut einerseits mit Jesus Christus selbst und andererseits unter den Gläubigen.

## Formen des Kommunionempfangs
Als der eigentliche Spender der Kommunion wird Jesus Christus verstanden, der die Kommunion durch den Priester, Diakon oder andere Kommunionspender reicht. Daher erfolgt die Spendung des Leibes und Blutes Christi in der römisch-katholischen Kirche und in der Selbständigen Evangelisch-Lutherischen Kirche einzeln an jeden Empfänger und nicht durch Weitergabe von Hostienschale oder Kelch von einem Empfänger an den nächsten.

### Mundkommunion und Handkommunion

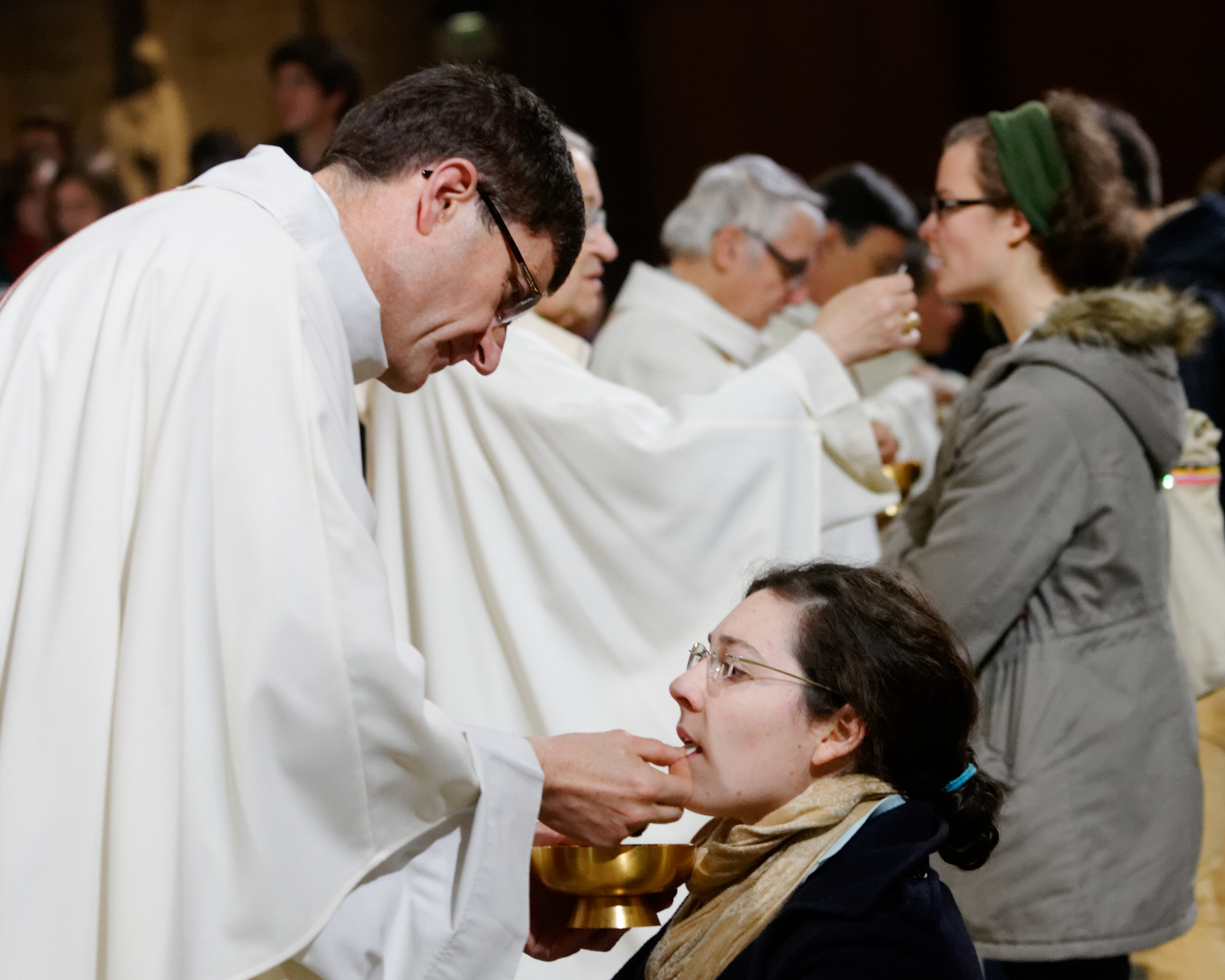
Spendung der Mundkommunion

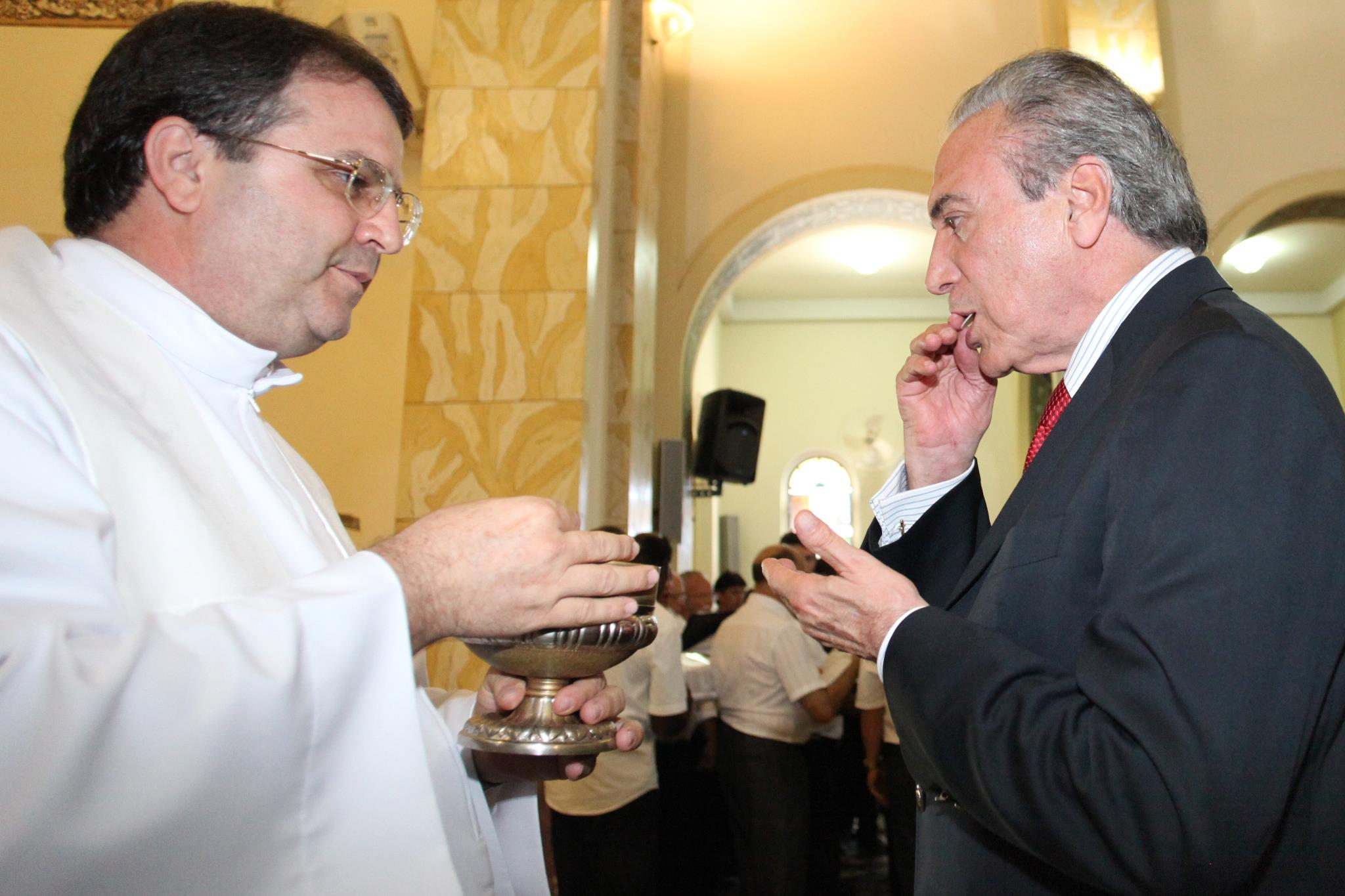
Empfang der Handkommunion

Das konsekrierte (gewandelte) Brot, der „eucharistische Leib Christi“, wird in der römisch-katholischen Kirche entweder in Form der Mundkommunion oder, nach dem den Bischofskonferenzen durch die Instruktion der Gottesdienstkongregation „Memoriale Domini“ vom 29. Mai 1969 eingeräumtem Ermessen, in Form der Handkommunion gereicht. Das Wahlrecht zwischen diesen beiden Formen liegt, wo gegeben, beim Empfangenden, nicht beim Austeilenden. Auf Großveranstaltungen im geltenden Ritus gibt es gelegentlich Priester, die das Wahlrecht der Kommunionempfänger missachten. In jeder der beiden Formen kann der Gläubige die Kommunion kniend oder stehend empfangen. Bei der Mundkommunion legt der Kommunionspender die Hostie auf die Zunge des Empfangenden. Dabei wird, wo üblich, eine Kommunionpatene unter das Kinn des Kommunikanten gehalten, um eventuell herabfallende Partikel aufzufangen. Bei der Handkommunion legt der Spender die Hostie auf eine Hand des Empfängers. Der Empfangende führt dann die Hostie entweder mit der anderen Hand zum Mund oder er nimmt sie von der Handfläche mit der Zunge auf. Bei der Kelchkommunion durch Intinctio, das heißt durch Eintauchen des Brotes in den Wein, ist in der römisch-katholischen Kirche offiziell nur die Mundkommunion gestattet, die vom Priester gereicht wird. Jede Handkommunion ist ihrem Wesen nach auch Mundkommunion. Der zeremonielle Unterschied besteht allein darin, ob die eigene Hand des empfangenden Christen die heilige Speise zum Mund führt oder die eines anderen (Priester, Diakon, Kommunionhelfer).
Die Möglichkeit, die heilige Kommunion auch auf die Hand zu empfangen, wurde in Frankreich und Deutschland 1969 eingeführt, andernorts später, so in Rom und Italien 1989 durch Dekret der Italienischen Bischofskonferenz. Beim Weltjugendtag 2008 in Sydney bat Papst Benedikt XVI. darum, dass alle, denen er persönlich die Kommunion spende, diese kniend und in der Form der Mundkommunion empfangen, da der Empfang im Stehen und als Handkommunion zu mangelnder Ehrfurcht führen könne. 2010 setzte Papst Benedikt XVI. die Erlaubnis der Handkommunion bei Papstmessen außer Kraft. Priester, die im oder vor dem Petersdom bei der Austeilung der Kommunion halfen, wurden angewiesen, diese den Gläubigen nicht mehr auf die Hand, sondern nur auf die Zunge zu geben. Diese Regelung wurde von der Italienischen Bischofskonferenz nicht übernommen und wird unter Papst Franziskus auch bei Sankt Peter im Vatikan nicht mehr verlangt.
Die Mundkommunion wird als Ausdruck einer Überzeugung gesehen, „wonach die heiligen Gestalten zu berühren und sie mit den eigenen Händen auszuteilen, […] ein Vorrecht der Geweihten [ist], das auf ihre aktive Teilnahme am eucharistischen Dienst hindeutet.“ Die alternative Möglichkeit, das eucharistische Brot in die Hand zu empfangen und selber zum Munde zu führen, soll nach vatikanischer Erklärung im Gläubigen „das Empfinden für seine Würde, Glied am mystischen Leib Christi zu sein, in den er durch die Taufe und die Gnade der Eucharistie eingegliedert ist, steigern und auch seinen Glauben an die große Wirklichkeit des Leibes und Blutes des Herrn, die er mit seinen Händen berührt, stärken“.

In der frühen Kirche empfingen die Gläubigen den Leib Christi auf die Hand, nahmen ihn von dort mit dem Mund auf und tranken danach aus dem Kelch das Blut Christi. Bei ihrem Kommunionempfang berührten sie mit den heiligen Speisen ohne fremdes Zutun ihre Sinnesorgane: 

„Da die rechte Hand den König in Empfang nehmen soll, so mache du die linke Hand zu einem Thron für ihn! Nimm den Leib Christi mit hohler Hand entgegen und erwidere: Amen! Berühre behutsam mit dem heiligem Leibe deine Augen, um sie zu heiligen! Dann genieße ihn. […] Genieße, um dich zu heiligen, auch vom Blute Christi! So lange noch Feuchtigkeit auf deinen Lippen ist, berühre sie mit den Fingern und heilige (mit jener Feuchtigkeit) Augen, Stirne und die übrigen Sinne!“

Diese urchristliche Form der Kommunionspendung in die Hand der Laien wurde überall und zu allen Zeiten geübt und wird dies noch heute in der ostsyrischen Apostolischen Kirche des Ostens. In anderen Ostkirchen werden heute die beiden heiligen Speisen, Brot und Wein, gemischt und verbunden ausgeteilt und – meist mit einem kleinen Löffel – direkt in den Mund des Empfängers gegeben.
Priester nahmen sich in der Alten Kirche die Kommunion nicht selbst, sondern ließen sie sich durch einen anderen Priester oder durch einen Diakon in die Hand reichen.
Bereits ab Ende des 5. Jahrhunderts ging man regional vermehrt zur Mundkommunion über, die seit dem 9. Jahrhundert im Westen allgemein praktiziert wurde.

### Kelchkommunion
Spendung und Empfang der Kommunion unter den beiden Gestalten von Brot und Wein durch Laienchristen gingen im Mittelalter in der Westkirche zurück, während sie in den Ostkirchen durchgehend bis heute erhalten sind. Das Konzil von Konstanz erließ 1415 im Zuge der Auseinandersetzungen mit Jan Hus das Verbot, die Laienkommunion unter nur einer Gestalt abzulehnen und die Kelchkommunion willkürlich den Gläubigen zu reichen. Die Erlaubnis zur Gläubigenkommunion unter beiden Gestalten war damit weiterhin nicht grundsätzlich ausgeschlossen und wurde begrenzt auch faktisch gewährt.
Im 15. und 16. Jahrhundert wurde die Kelchkommunion beim Abendmahl zu einem wichtigen Anliegen und Kennzeichen aller reformatorischen Kirchen. Darin drückte sich die Auffassung aus, den Willen zum Gehorsam gegenüber der biblischen Aufforderung Christi: „Trinket alle daraus!“ zu erfüllen.
In der römisch-katholischen Kirche ist die Kelchkommunion der Laien seit dem Zweiten Vatikanischen Konzil wieder erlaubt und sogar empfohlen: „Ihre volle Zeichenhaftigkeit gewinnt die Kommunion, wenn sie unter beiden Gestalten gereicht wird. In dieser Form wird das Zeichen des eucharistischen Mahle auf vollkommenere Art zum Ausdruck gebracht.“ Dies gilt nicht nur für Werktags-, Konvents- und Gruppenmessen. Die Kelchkommunion empfangen auch Brautpaare in ihrer Trauungsmesse, Ordensleute bei ihrer Profess und geweihte Jungfrauen bei ihrer Jungfrauenweihe, erwachsene Neugetaufte in der Messe, die auf ihre Taufe folgt, und Erwachsene bei ihrer Firmung. Für die Gemeindemesse am Gründonnerstag ist die Kelchkommunion im Messbuch ausdrücklich vorgesehen, für die Feier der Osternacht vom Vatikan sehr empfohlen. Weitere Anlässe können die einzelnen Bischofskonferenzen für ihren Bereich festlegen. Die Deutsche Bischofskonferenz erließ bereits 1971 Ausführungsbestimmungen, die die Kelchkommunion immer zulassen, wo sie angemessen durchführbar erscheint.

### Formen des Kommunionempfangs
Im evangelischen Abendmahlsgottesdienst wird das Abendmahl gewöhnlich empfangen, indem alle im Halbkreis (Tisch) vor dem Altar stehen. Von Wandelkommunion spricht man, wenn Brot und Wein an zwei Stationen vor dem Altar ausgeteilt werden, zu denen die Kommunikanten in Reihen hinzutreten. Beim Tischabendmahl sitzen alle um einen Tisch und empfangen dort das Abendmahl.
In der römisch-katholischen Kirche ist die Form des Kommunionempfangs vom Ritus und den örtlichen Gegebenheiten abhängig. In der außerordentlichen Form des Römischen Ritus erfolgt der Kommunionempfang kniend an der Kommunionbank oder auf einer Altarstufe. In der ordentlichen Form des Ritus geschieht der Kommunionempfang meist stehend, indem alle in Reihen zu den Kommunionspendern herantreten oder im Kreis um den Altar stehen. Bei großen Gottesdiensten stehen die Kommunionspender gegebenenfalls verteilt in der Kirche oder auf dem Gottesdienstgelände. Auch Messfeiern in kleinen Gruppen an Tischen oder im Sterbezimmer sind unter bestimmten Voraussetzungen möglich.